# 주테르메이르

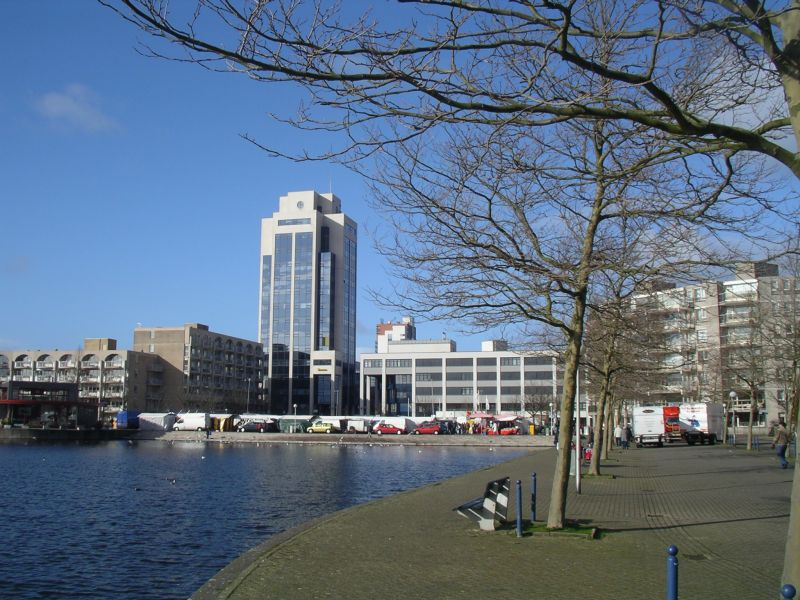
주테르메이르

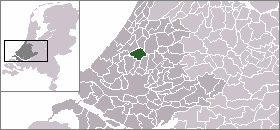
주테르메이르의 위치

주테르메이르(네덜란드어: Zoetermeer)는 네덜란드 서부 자위트홀란트주의 도시로 면적은 37.05km2, 높이는 -3m, 인구는 123,784명(2014년 5월 기준), 인구 밀도는 3,583명/km2이다. 자위트홀란트 주에서 로테르담, 헤이그에 이어 세 번째로 인구가 많은 도시이다. 도시 이름은 네덜란드어로 "달콤한 호수"를 뜻한다.

시기
시 문장